# سيد رضا بهاء الديني
سيد رضا بهاء الديني (29 آذار 1908 - 19 حزيران 1997 م) كان فقيهًا شيعيًا إيرانيًا ومعلمًا للأخلاق والتصوف العملي. كان من تلامذة عبد الكريم الحائري اليزدي والسيد محمد حجة كوه كماري والسيد محمد تقي الخنساري وحسين البروجردي. كان أعظم أعماله وشهرته هو مناظراته العامة والخاصة حول دورات الأخلاق الإسلامية، والتي استمرت حتى الأيام الأخيرة من حياته.

## الميلاد والنسب
وُلد سيد رضا بهاء الديني في 29 آذار 1908 في مدينة قم بإيران. يعود نسبه إلى علي بن الحسين زين العابدين (الإمام الرابع في الإسلام الشيعي). كان والده السيد صفي الدين رجلًا تقيًّا ومن خدام مرقد فاطمة المعصومة عليها السلام، تلقى تعليمه في الحوزة العلمية وكان مُتمكنًا من علوم القرآن الكريم. والدته، فاطمة سلطان، كانت من نسل عائلة الملا صدرا (عالم صوفي وفيلسوف إسلامي شيعي فارسي اثني عشري).

## التعليم والمهنة
ومنذ أن بلغ الثانية من عمره، أُرسل إلى مدرسة ابتدائية محلية لتعلم سور القرآن الكريم. وبعد أن تعلم تلاوة القرآن الكريم، تعلم القراءة والكتابة. وفي سن السادسة، دخل الحوزة العلمية في قم، حيث بدأ بدراسة العلوم الدينية. التحق بالمدرسة الفيضية في سن الثانية عشرة بعد اجتيازه امتحان القبول. وبفضل ذكائه الغني والاستثنائي، لاحظه الأساتذة منذ البداية وبدأ يتعلم مواضيع متخصصة تحت إشراف أساتذة مثل الشيخ أبو القاسم القمي (توفي عام 1934) ومحمد تقي بافقي (توفي عام 1946). كما اجتاز الدورات الحوزوية المتوسطة على يد الأساتذة ميرزا محمد علي أديب الطهراني (ت 1949)، ميرزا محمد رازيني همداني (ت 1999)، الملا علي معصومي همداني (ت 1978)، وصدر الدين الصدر (ت 1953).
في سن التاسعة عشرة، بدأ أعلى مستوى من الدورات الحوزوية مثل الفقه الإسلامي وأصول الفقه الإسلامي على يد عبد الكريم الحائري اليزدي (توفي عام 1937)، وبعده استفاد من دروس السيد محمد حجة كوه كماري (توفي عام 1953)، والسيد محمد تقي خانساري (توفي عام 1952) وحسين بروجردي (توفي عام 1961). ومنذ ذلك الحين بدأ أولًا بتدريس المواد العامة في الأدب والفقه وأصوله لسنوات طويلة. وبعد ذلك، ظل لمدة عشرين عامًا تقريبًا يُدرِّس أعلى مستوى من الدورات الحوزوية في الحوزة الإسلامية في قم.

### تلاميذه
كان أعظم عمل قام به آية الله السيد رضا بهاء الديني طيلة حياته هو تدريس العلوم الحوزوية الإسلامية. وقد حضر درسه كثير من الناس، منهم:

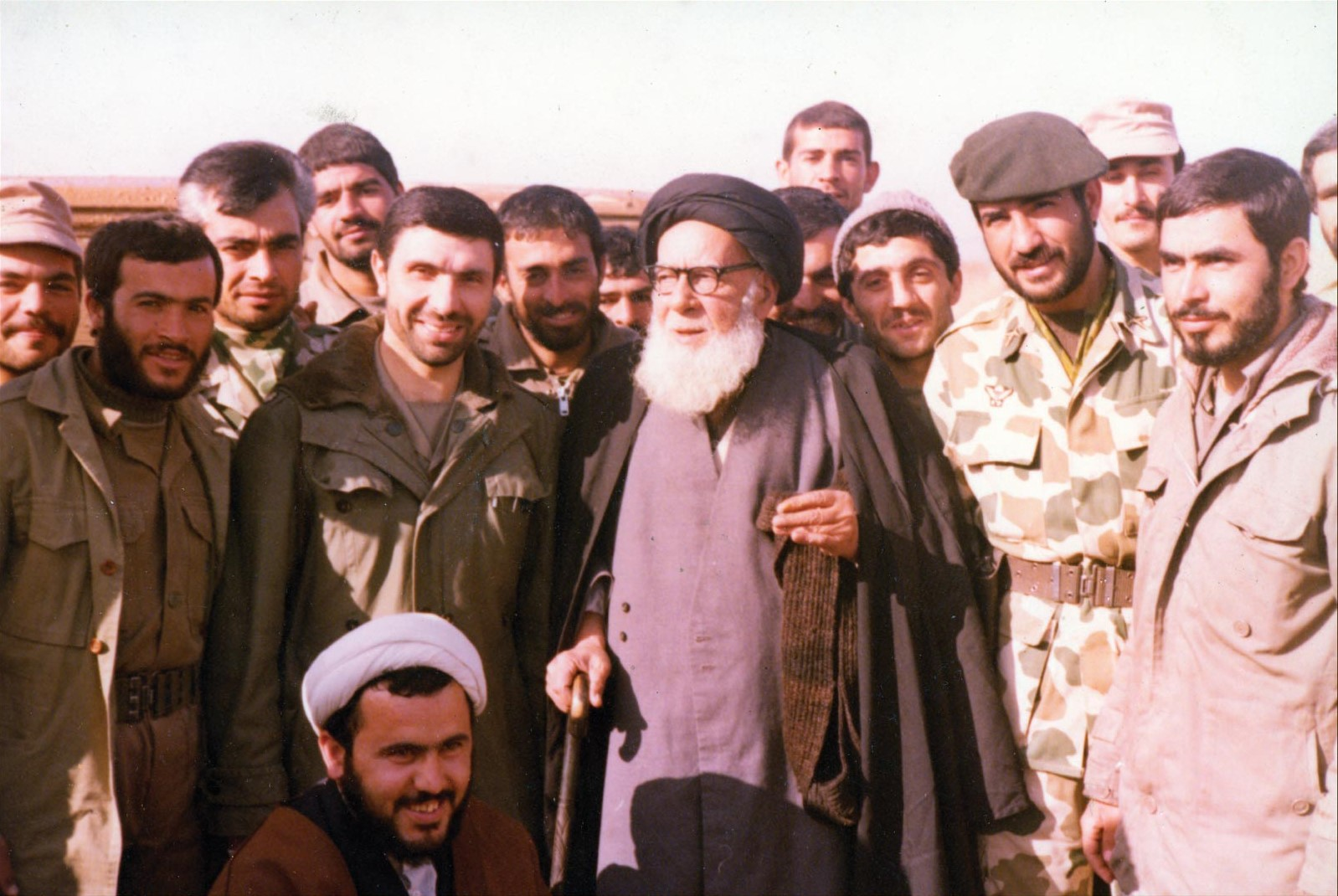
سيد رضا بهاء الديني وعلي صياد شيرازي مع مقاتلين إيرانيين على جبهة الحرب الإيرانية العراقية.

دورات الحوزة المتوسطة
- مرتضى مطهري
- علي مشكيني
- أحمد آذري قمي
- محمد فاضل لنكراني
- حسين علي منتظري
- مصطفى الخميني
- السيد عبدالله فاطمية
- سيد أبو الفضل أحمدي الخميني شهري
- سيد محمد حسين حسيني الطهراني

أعلى مستوى من الدورات اللاهوتية
- مهدي حدوي طهراني [19]
- السيد محمد هاشم قزنفري الخنساري
- حسين حيدري كاشاني [20]
- محمد حسن أحمدي فقيه
- محمد حسين أحمدي فقيه يزدي [21]
- محمود أمجد [22]
- أحمد جنتي
- محمد حسن معزي [23]
- محمد مؤمن
- محمد نصيري [24][25]

## فهرس الأعمال
بقيت المخطوطات والرسائل التالية للسيد رضا بهاء الديني (جميعها باللغة الفارسية، وقد تُرجمت العناوين إلى الإنجليزية للتسهيل):
- تقريرات درس الحاج الشيخ عبدالكريم الحائري اليزدي في الفقه والأصول، لا سيّما في مبحث الزكاة
- تقريرات درس آقا ضياء الدين العراقي في المباحث الخارج فقهية
- تقريرات درس آية الله الميرزا محمد حسين النائيني في الخارج فقه والأصول
- تقريرات درس آية الله البروجردي في المباحث الفقهية المتقدمة
- حواشٍ على بعض المواضع من كتاب رياض المسائل
- تقريرات درس آية الله السيد محمد حجّت الكوه‌كمري
- حواشٍ وتعليقات على كتاب العروة الوثقى للسيد محمد كاظم اليزدي
- حواشٍ على كتاب المكاسب للشيخ الأنصاري
- تعليقات وتوضيحات على كفاية الأصول للآخوند الخراساني
- شرح لبعض فقرات من أدعية الصحيفة السجادية
- شرح لمقاطع من نهج البلاغة، لا سيما الخطبة الأولى ورسالة الإمام إلى مالك الأشتر
- مباحث تفسيرية تحت سور العصر، والانشراح، والنصر، والكوثر، وجزء من سورتي العنكبوت ويوسف
- شرح دعاء أبي حمزة الثمالي
- دراسات في اللغة والأدب العربي ومقارنة بين الشعر والنثر في الجاهلية وعصر ظهور الإسلام
- ملاحظات في الفقه وأصوله
- تأملات في أفكار وعقائد الفرقة الوهابية
- مجموعة أشعار

ولم ينشر على نطاق واسع أي من مؤلفاته المتفرقة التي كتبها السيد رضا بهاء الديني حول نهج البلاغة وتفسير القرآن وملاحظاته على التفسيرات الفقهية لبعض أساتذته. ومع ذلك، فقد نُشرَت بعض دوراته الأخلاقية وبعض المقابلات التي أجراها في الكتابين التاليين:
- السلوك المعنوي: خطابات، مقابلات، وذكريات عن الفقيه الورع والعارف الحكيم آية الله بهاءالديني (جمعها: أكبر أسدي)[34][35]
- سلّم السماء: مجموعة من دروس الأخلاق للفقيه الورع والعارف الحكيم، سماحة آية الله بهاءالديني (جمعها: أكبر أسدي)[36][37]

## الزواج والأطفال
تزوج السيد رضا بهاء الديني في سن السابعة عشر. كان لديه ولدان وثماني بنات.

## الوفاة
توفي السيد رضا بهاء الديني في 19 تموز 1997 في قم ودُفن في مرقد فاطمة المعصومة بجوار قبر أستاذه عبد الكريم الحائري اليزدي. بعد يوم واحد من وفاة السيد رضا بهاء الديني، أصدر المرشد الأعلى لإيران علي خامنئي بيانًا للتعازي العامة في حقه.

## روابط خارجية
- الأخلاق أو كتب الأخلاق الشيعية
- كتاب شمس مشرقة في ذكرى العلامة الطباطبائي